# 人間中毒
《人间中毒》（韓語：인간중독）是韩国2014年上映的一部电影，以1969年越南戰爭及韓國出兵越南為背景，講述由宋承憲飾演的上校與林智妍飾演的部下的妻子間發生的愛情故事。

## 演員陣容
- 宋承宪：金真平上校
- 林智妍：鍾佳欣，慶佑振上尉夫人，韓國華僑
- 曹汝貞：李淑珍，金真平上校夫人
- 溫朱莞：慶佑振
- 全慧珍：崔中校夫人

## 提名及獲獎列表
- 2014年 第51回《大鐘獎》女演員新人獎 林智妍
- 2014年 第35回 青龍電影獎 清淨園人氣獎 宋承憲
- 2015年 第6回 年度電影獎 最佳女配角 曹汝貞